# Xã Helt, Quận Vermillion, Indiana
Xã Helt (tiếng Anh: Helt Township) là một xã thuộc quận Vermillion, tiểu bang Indiana, Hoa Kỳ. Năm 2010, dân số của xã này là 2.610 người.